# Dutch Open 2024 - Doppio
Il doppio del torneo di tennis professionistico Dutch Open 2024, facente parte della categoria Challenger 75 nell'ambito dell'ATP Challenger Tour 2024, si è giocato dal 15 al 21 luglio ad Amersfoort, nei Paesi Bassi. Tra le coppie partecipanti erano assenti Manuel Guinard e Grégoire Jacq, i detentori del titolo.
In finale Marcelo Demoliner e Guillermo Durán hanno sconfitto Jay Clarke e David Stevenson con il punteggio di 7–6(2), 6–4.

## Teste di serie
1. Toshihide Matsui /  Kaito Uesugi (primo turno)
2. George Goldhoff /  Marcus Willis (primo turno)

1. Marcelo Demoliner /  Guillermo Durán (campioni)
2. Ivan Liutarevich /  Santiago Fa Rodríguez Taverna (primo turno)

## Wildcard
1. Ryan Nijboer /  Niels Visker (semifinale)

1. Brian Bozemoj /  Stijn Paardekooper (primo turno)

## Ranking protetto
1. Blake Bayldon /  Mats Hermans (primo turno)

## Tabellone

### Legenda
| - Q = Qualificato - WC = Wild card - LL = Lucky loser | - ALT = Alternate - SE = Special Exempt - PR = Protected Ranking | - w/o = Walkover - r = Ritirato - d = Squalificato |

|  | Primo turno | Primo turno                       | Primo turno                    | Primo turno | Primo turno |  |  | Quarti di finale | Quarti di finale         | Quarti di finale         | Quarti di finale     | Quarti di finale     |   |   | Semifinali | Semifinali                 | Semifinali                 | Semifinali                        | Semifinali                        |   |   | Finale | Finale | Finale | Finale | Finale |  |
|  |             |                                   |                                |             |             |  |  |                  |                          |                          |                      |                      |   |   |            |                            |                            |                                   |                                   |   |   |        |        |        |        |        |  |
|  | 1           | T Matsui K Uesugi                 | T Matsui K Uesugi              | 3           | 4           |  |  |                  |                          |                          |                      |                      |   |   |            |                            |                            |                                   |                                   |   |   |        |        |        |        |        |  |
|  |             | J Clarke D Stevenson              | J Clarke D Stevenson           | 6           | 6           |  |  |                  | J Clarke D Stevenson     | J Clarke D Stevenson     | 6                    | 7                    |   |   |            |                            |                            |                                   |                                   |   |   |        |        |        |        |        |  |
|  |             | C Bittoun V Uzhylovskyi           | C Bittoun V Uzhylovskyi        | 3           | 4           |  |  |                  | Í Cervantes D Rincón     | Í Cervantes D Rincón     | 3                    | 5                    |   |   |            |                            |                            |                                   |                                   |   |   |        |        |        |        |        |  |
|  |             | Í Cervantes D Rincón              | Í Cervantes D Rincón           | 6           | 6           |  |  |                  |                          |                          |                      |                      |   |   |            | J Clarke D Stevenson       | J Clarke D Stevenson       | 7                                 | 6                                 |   |   |        |        |        |        |        |  |
|  | 4           | I Liutarevich S Rodríguez Taverna | 6                              | 5           | [5]         |  |  |                  |                          | WC                       | R Nijboer N Visker   | R Nijboer N Visker   | 5 | 4 |            |                            |                            |                                   |                                   |   |   |        |        |        |        |        |  |
|  |             | I Carou JM Cerúndolo              | 4                              | 7           | [10]        |  |  |                  | I Carou JM Cerúndolo     | I Carou JM Cerúndolo     | 3                    | 2                    |   |   |            |                            |                            |                                   |                                   |   |   |        |        |        |        |        |  |
|  | WC          | R Nijboer N Visker                | R Nijboer N Visker             | 6           | 6           |  |  | WC               | R Nijboer N Visker       | R Nijboer N Visker       | 6                    | 6                    |   |   |            |                            |                            |                                   |                                   |   |   |        |        |        |        |        |  |
|  | PR          | B Bayldon M Hermans               | B Bayldon M Hermans            | 4           | 3           |  |  |                  |                          |                          |                      |                      |   |   |            | Jay Clarke David Stevenson | Jay Clarke David Stevenson | 62                                | 4                                 |   |   |        |        |        |        |        |  |
|  |             | A-u-H Qureshi D Vega Hernández    | A-u-H Qureshi D Vega Hernández | 5           | 4           |  |  |                  |                          |                          |                      |                      |   |   |            |                            | 3                          | Marcelo Demoliner Guillermo Durán | Marcelo Demoliner Guillermo Durán | 7 | 6 |        |        |        |        |        |  |
|  |             | S Duncan H Reese                  | S Duncan H Reese               | 7           | 6           |  |  |                  | S Duncan H Reese         | 5                        | 7                    | [9]                  |   |   |            |                            |                            |                                   |                                   |   |   |        |        |        |        |        |  |
|  | WC          | B Bozemoj S Paardekooper          | B Bozemoj S Paardekooper       | 4           | 64          |  |  | 3                | M Demoliner G Durán      | 7                        | 64                   | [11]                 |   |   |            |                            |                            |                                   |                                   |   |   |        |        |        |        |        |  |
|  | 3           | M Demoliner G Durán               | M Demoliner G Durán            | 6           | 7           |  |  |                  |                          |                          |                      |                      |   |   | 3          | M Demoliner G Durán        | M Demoliner G Durán        | 6                                 | 6                                 |   |   |        |        |        |        |        |  |
|  |             | D Pichler J Rodionov              | 6                              | 4           | [10]        |  |  |                  |                          |                          | D Pichler J Rodionov | D Pichler J Rodionov | 3 | 3 |            |                            |                            |                                   |                                   |   |   |        |        |        |        |        |  |
|  |             | GA Boitan A Jecan                 | 2                              | 6           | [6]         |  |  |                  | D Pichler J Rodionov     | D Pichler J Rodionov     | 6                    | 6                    |   |   |            |                            |                            |                                   |                                   |   |   |        |        |        |        |        |  |
|  |             | Á Guillén Meza D Vallejo          | Á Guillén Meza D Vallejo       | 6           | 7           |  |  |                  | Á Guillén Meza D Vallejo | Á Guillén Meza D Vallejo | 2                    | 0                    |   |   |            |                            |                            |                                   |                                   |   |   |        |        |        |        |        |  |
|  | 2           | G Goldhoff M Willis               | G Goldhoff M Willis            | 4           | 63          |  |  |                  |                          |                          |                      |                      |   |   |            |                            |                            |                                   |                                   |   |   |        |        |        |        |        |  |